# Werner Eisbrenner
Werner Friedrich Emil Eisbrenner (Berlino, 2 dicembre 1908 – Berlino, 7 novembre 1981) è stato un compositore, pianista, arrangiatore e direttore d'orchestra tedesco, noto soprattutto come autore di musiche per film e produzioni televisive e considerato uno dei pionieri del cinema sonoro tedesco.
Nel 1974 ha ricevuto il Deutscher Filmpreis onorario per lo straordinario contributo al cinema tedesco.

## Biografia
Nato a Berlino nel 1908, dopo gli studi di musica liturgica ed educazione musicale alla Universität der Künste lavorò come pianista e arrangiatore per una compagnia di edizioni musicali. Nel 1932 entrò in contatto con il mondo del cinema come assistente di altri compositori e nel 1935 firmò le prime colonne sonore per i film Der blaue Diamant di Kurt Blachy e Le spie di Napoleone di Gerhard Lamprecht.
Negli anni trenta si occupò della direzione musicale in alcune pellicole, tra cui Wenn ein Mädel Hochzeit macht di Carl Boese (1935) e Marocco di Florián Rey (1939) e tra il 1936 e il 1938 lavorò in una decina di cortometraggi con il regista Jürgen von Alten, diventando in seguito uno dei principali compositori di musiche da film dell'UFA e lavorando spesso con i registi Erich Waschneck (La signorina, La maschera dell'onestà), Harald Braun (Träumerei, L'ambasciatrice) e Rudolf Jugert (Di notte sulle strade, Ein Herz spielt falsch).
Dopo la seconda guerra mondiale si trasferì in Germania Est, dove lavorò per la Deutsche Film AG, e dal 1952 proseguì come compositore e arrangiatore per radio Freies Berlin e come leader della SFB Dance Orchestra, continuando a realizzare musiche per cinema e televisione fino al 1971.
Ha fatto parte per due volte della giuria del Festival internazionale del cinema di Berlino, nella 1ª edizione del 1951 e nella 8ª edizione del 1958, in questo caso nella giuria "Documentari e cortometraggi".
È sepolto nel Cimitero forestale di Dahlem, a Berlino.

## Filmografia

### Lungometraggi
- Der blaue Diamant, regia di Kurt Blachy (1935)
- Le spie di Napoleone (Der höhere Befehl), regia di Gerhard Lamprecht (1935)
- La souris bleue, regia di Pierre-Jean Ducis (1936)
- Donogoo Tonka, regia di Reinhold Schünzel (1936)
- Donogoo, regia di Henri Chomette e R. Schünzel (1936)
- Gewitterflug zu Claudia, regia di Erich Waschneck (1937)
- Zweimal zwei im Himmelbett, regia di Hans Deppe (1937)
- Grossalarm, regia di Georg Jacoby (1938)
- Anna Favetti, regia di E. Waschneck (1938)
- Tredici donne a Riva Paradiso (Frauen für Golden Hill), regia di E. Waschneck (1938)
- La signora del terzo piano (War es der im 3. Stock?), regia di Carl Boese (1939)
- Ich bin gleich wieder da, regia di Peter Paul Brauer (1939)
- La signorina (Fräulein), regia di E. Waschneck (1939)
- Avventurieri (Zentrale Rio), regia di Erich Engels (1939)
- Mariquilla Terremoto, regia di Benito Perojo (1939)
- La maschera dell'onestà (Kennwort Machin), regia di E. Waschneck (1939)
- Donna misteriosa (Kriminalkommissar Eyck), regia di Milo Harbich (1940)
- Wie konntest Du, Veronika!, regia di M. Harbich (1940)
- Tra Amburgo e Haiti (Zwischen Hamburg und Haiti), regia di E. Waschneck (1940)
- Oh, diese Männer, regia di Hubert Marischka (1941)
- Zwischen Himmel und Erde, regia di Harald Braun (1942)
- Nacht ohne Abschied, regia di E. Waschneck (1943)
- La collana di perle (Romanze in Moll), regia di Helmut Käutner (1943)
- La tragedia del Titanic (Titanic), regia di Herbert Selpin (1943)
- Die beiden Schwestern, regia di E. Waschneck (1943)
- Die goldene Spinne, regia di E. Engels (1943)
- Träumerei, regia di H. Braun (1944)
- Ich habe von dir geträumt, regia di Wolfgang Staudte (1944)
- Große Freiheit Nr. 7, regia di H. Käutner (1944)
- Shiva und die Galgenblume, regia di Hans Steinhoff (1945)
- Dr. phil. Doederlein, regia di Werner Klingler (1945)
- Der stumme Gast, regia di H. Braun (1945)
- Das Mädchen Juanita, regia di W. Staudte (1945)
- Freies Land, regia di M. Harbich (1946)
- Sag' die Wahrheit, regia di Helmut Weiss (1946)
- Razzia, regia di W. Klingler (1947)
- Zugvögel, regia di Rolf Meyer (1947)
- Zwischen gestern und morgen, regia di H. Braun (1947)
- Danke, es geht mir gut, regia di E. Waschneck (1948)
- Menschen in Gottes Hand, regia di R. Meyer (1948)
- Wege im Zwielicht, regia di Gustav Fröhlich (1948)
- Die Söhne des Herrn Gaspary, regia di R. Meyer (1948)
- Ballata berlinese (Berliner Ballade), regia di Robert A. Stemmle (1948)
- Diese Nacht vergess ich nie, regia di Johannes Meyer (1949)
- Sola col mio peccato (Martina), regia di Arthur Maria Rabenalt (1949)
- Mio figlio il forzato (Der Bagnosträfling), regia di G. Fröhlich (1949)

- Das Fräulein und der Vagabund, regia di Albert Benitz (1949)
- Dieser Mann gehört mir, regia di Paul Verhoeven (1950)
- Tempi magnifici (Herrliche Zeiten), regia di Erik Ode e Günter Neumann (1950) - Documentario
- Mathilde Möhring, regia di Rolf Hansen (1950)
- Vier Treppen rechts, regia di Kurt Werther (1950)
- Der Fall Rabanser, regia di Kurt Hoffmann (1950)
- Melodie des Schicksals, regia di Hans Schweikart (1950)
- Der fallende Stern, regia di H. Braun (1950)
- Blaubart, regia di Christian-Jaque (1951)
- Di notte sulle strade (Nachts auf den Straßen), regia di Rudolf Jugert (1952)
- Herz der Welt, regia di H. Braun (1952)
- Ich heiße Niki, regia di R. Jugert (1952)
- Im Weissen Rössl, regia di Willi Forst (1952) - Non accreditato
- Ein Herz spielt falsch, regia di R. Jugert (1953)
- Quando mi sei vicino (Solange Du da bist), regia di H. Braun (1953)
- Jonny rettet Nebrador, regia di R. Jugert (1953)
- Eine Liebesgeschichte, regia di R. Jugert (1954)
- Gefangene der Liebe, regia di R. Jugert (1954)
- La collana della sfinge nera (Geständnis unter vier Augen), regia di André Michel (1954)
- Der letzte Sommer, regia di H. Braun (1954)
- Die verschwundene Stadt Dresden, regia di C.A. Engel (1955) - Documentario
- All'est si muore (Kinder, Mütter und ein General), regia di László Benedek (1955)
- Griff nach den Sternen, regia di Carl-Heinz Schroth (1955)
- I topi (Die Ratten), regia di Robert Siodmak (1955)
- Die Frau des Botschafters, regia di H. Deppe (1955)
- Der letzte Mann, regia di H. Braun (1955)
- Il cavaliere di Gerusalemme (Der Cornet - Die Weise von Liebe und Tod), regia di Walter Reisch (1955)
- Studentin Helene Willfüer, regia di R. Jugert (1956)
- Vor Sonnenuntergang, regia di Gottfried Reinhardt (1956)
- Mein Vater, der Schauspieler, regia di R. Siodmak (1956)
- Allarme a New York (Spion für Deutschland), regia di W. Klingler (1956)
- Il principe folle (Herrscher ohne Krone), regia di H. Braun (1957)
- Stanza blindata 713 (Banktresor 713), regia di W. Klingler (1957)
- Il grattacielo del delitto (Der gläserne Turm), regia di H. Braun (1957)
- Nient'altro che la verità (...und nichts als die Wahrheit), regia di Franz Peter Wirth (1958)
- Ich werde dich auf Händen tragen, regia di Veit Harlan (1958)
- Kriegsgericht, regia di Kurt Meisel (1959)
- I pirati del cielo (Abschied von den Wolken), regia di G. Reinhardt (1959)
- Buddenbrooks, regia di Alfred Weidenmann (1959)
- Sturm im Wasserglas, regia di Josef von Báky (1960)
- L'ambasciatrice (Die Botschafterin), regia di H. Braun (1960)
- L'ultimo testimone (Der letzte Zeuge), regia di W. Staudte (1960)
- Barbara - Wild wie das Meer, regia di Frank Wisbar (1961)

### Cortometraggi
- Ritter wider Willen, regia di Hans Gustl Kernmayr (1934)
- Bums, der Scheidungsgrund, regia di Hans Deppe (1934)
- Unter vier Augen, regia di Fritz Peter Buch (1935)
- Die letzten Grüsse von Marie, regia di Jürgen von Alten (1936)
- Heiratsbüro Fortuna, regia di J. von Alten (1936)
- Fünf Personen suchen Anschluss, regia di J. von Alten (1936)
- Die Lokomotivenbraut, regia di J. von Alten (1936)
- Bezirksvertreter gesucht, regia di J. von Alten (1936)
- Besserer Herr sucht Anschluss, regia di J. von Alten (1936)
- Auf eigene Faust, regia di Kurt Nehrke (1936)
- Das kleine Fräulein träumt, regia di Herbert B. Fredersdorf (1937)
- Wer hat Angst vor Marmaduke?, regia di H. B. Fredersdorf (1937)
- Die perfekte Sekretärin, regia di Peter Paul Brauer (1937)
- Das Quartett, regia di P. P. Brauer (1937)

- Kleine Nachtkomödie, regia di H. B. Fredersdorf (1937)
- Der Schauspieldirektor, regia di J. von Alten (1937)
- Träume sind Schäume, regia di J. von Alten (1938)
- Pitty, regia di J. von Alten (1938)
- Männer soll man nicht alleine lassen, regia di J. von Alten (1938)
- Aber mein lieber Herr Neumann, regia di J. von Alten (1938)
- Karlsbader Reise. Im Volkswagen auf Goethes Spuren von Weimar nach Karlsbad, regia di Richard Groschopp (1940)
- Das Mädchen von St. Coeur, regia di Bernhard Wentzel (1940)
- Bauten im neuen Deutschland, regia di C.A. Engel (1941) - Documentario
- Sie sind nicht gemeint, regia di Answald Krüger (1948)
- Die Zauberschere, regia di Horst Beck (1948)
- Stadtmeier und Landmeier, regia di Gottfried Lange (1948)
- Sächsisches Gold, regia di Rudolf W. Kipp (1950)

### Televisione
Film Tv
- Eurydice, regia di Harald Braun (1957)
- Glasmenagerie, regia di H. Braun (1958)
- Kabale und Liebe, regia di H. Braun (1959)
- O Wildnis, regia di H. Braun (1959)
- Musik aus aller Welt, regia di Theodor Grädler (1961)
- Das Ende vom Anfang, regia di Erik Ode (1963)
- Jean, regia di Wolfgang Schleif (1965)
- Weiß gibt auf, regia di Falk Harnack (1966)

- Das kleine Teehaus, regia di Paul Martin e Eugen York (1967)
- Die Klasse, regia di Wolfgang Staudte (1968)
- Hier bin ich, mein Vater, regia di Ludwig Cremer (1970)
- Liliom, regia di Otto Schenk (1971)

Serie Tv
- Meine Frau Susanne, regia di Erik Ode (1963)
- Förster Horn, regia di Erik Ode (1966)